# Mouvement de responsabilité nationale
Le Mouvement de responsabilité nationale (MRN, en italien, Movimento di responsabilità nazionale) est un petit parti politique italien fondé en 2010, membre du groupe parlementaire Peuple et territoire (ex-Initiative responsable).

## Historique
Le Mouvement de responsabilité nationale est né en décembre 2010, à l'initiative de Massimo Calearo et de Bruno Cesario, anciens du Parti démocrate et de l'Alliance pour l'Italie, mais également de Domenico Scilipoti (un ancien de l'Italie des valeurs). Ces trois députés du centre-gauche qui ont attendu le dernier appel pour voter la confiance au gouvernement Berlusconi IV le 14 décembre 2010 ont été clairement accusés d'avoir été corrompus par ce dernier.